# DJ Sweap & DJ Pfund 500

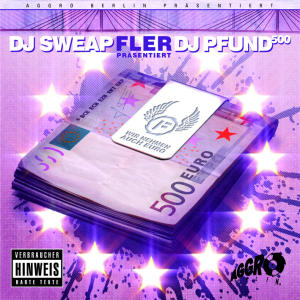
Cover des Mixtapes Wir nehmen auch Euro

DJ Sweap & DJ Pfund 500 sind ein schweizerisches Hip-Hop-DJ-Duo.

## Geschichte
DJ Pfund 500 entdeckte seine Leidenschaft für Hip-Hop in einem Park in Schaffhausen. DJ Sweap produzierte zunächst mit dem Rapper Wicht in einem Studio in Altstetten. DJ Pfund 500 und DJ Sweap formten ab 2006 ein Duo, das gemeinsam in Clubs auflegte, aber auch für andere Künstler produzierte.
2006 erschien der erste gemeinsame Tonträger Wer hatz erfunden für Kool Savas und dessen Label Optik Records. Auf dem Album waren Künstler von Optik wie Ercandize, Moe Mitchell und Azad zu hören, aber auch Schweizer Rapper wie Dezmond Dez und Griot. 2007 holte Fler die beiden DJs zu Aggro Berlin, wo das Mixtape Wir nehmen auch Euro veröffentlicht wurde. Ebenso wie auf dem vorigen Tonträger waren neben den mit Aggro Berlin verbundenen Rappern Sido, Tony D, B-Tight und Kitty Kat auch die Schweizer Rapper Griot und Wicht vertreten. Weitere Künstler waren Snaga & Pillath, Megaloh, Silla (damals noch Godsilla). 2008 folgte ein Mixtape für Sektenmuzik, das diesmal Harris präsentierte Dort waren unter anderem Olli Banjo, Michael Mic, Dean Dawson, Laas Unltd., Greckoe und D-Flame vertreten.
2011 erschien das Produzentenalbum Ein Fall für Zwei, das am 24. Juli 2011 Platz 20 der Schweizer Compilation-Hitparade erreichte.

## Diskografie
Alben und Mixtapes
- 2006: Wer hatz erfunden? (mit Kool Savas, Optik Records/Optik Schweiz)
- 2007: Fler präsentiert DJ Sweap & DJ Pfund500 – Wir nehmen auch Euro (Aggro Berlin)
- 2008: Ab in den Club (mit Harris, Sektenmuzik)
- 2011: Ein Fall für Zwei (Nation Biztribution)
- 2021: 15 (Best of 2006–2021) (Kompilation, Golden Ligue)